# 福岡県道421号鯰田停車場有井線
福岡県道421号鯰田停車場有井線（ふくおかけんどう421ごう なまずたていしゃじょうありいせん）は、福岡県飯塚市を通る一般県道である。

## 概要
飯塚市鯰田から飯塚市有井に至る。
JR九州筑豊本線（福北ゆたか線）の鯰田駅と飯塚市有井地区を結ぶ県道。沿線には三菱鯰田炭鉱跡や鯰田工業団地があるほか、農地が広がっている場所もある。

### 路線データ
- 起点：福岡県飯塚市鯰田（鯰田停車場、福岡県道425号鯰田停車場線起点）[1]
- 終点：福岡県飯塚市有井（飯塚市笠松交差点、国道201号交点）[1]
- 実延長：4.891 km[1]

## 路線状況

### 重複区間
- 福岡県道425号鯰田停車場線（飯塚市鯰田）
- 福岡県道449号口ノ原川島線（飯塚市鯰田）

### 道路施設

#### 橋梁
- 新町橋（飯塚市）

### 交通量
24時間自動車類交通量（上下合計）（単位：台）　道路交通センサス
| 区間                | 平成17（2005）年度 | 平成22（2010）年度 | 平成27（2015）年度 |
| ------------------- | ------------------ | ------------------ | ------------------ |
| 起点 - 鯰田停車場線 | 7,709              | 7,245              | 9,554              |
| 鯰田停車場線 - 終点 | 7,531              | 7,245              | 9,554              |

（出典：国交省ホームページ「平成22年度全国道路・街路交通情勢調査 一般交通量調査 箇所別基本表（福岡県）」p.71、「平成27年度全国道路・街路交通情勢調査 一般交通量調査 箇所別基本表（福岡県）」p.65）

## 地理

### 通過する自治体
- 福岡県
  - 飯塚市

### 交差する道路
| 交差する道路                                                                  | 交差する場所 | 交差する場所            |
| ----------------------------------------------------------------------------- | ------------ | ----------------------- |
| 福岡県道425号鯰田停車場線 重複区間起点                                        | 鯰田         | 起点                    |
| 福岡県道425号鯰田停車場線 重複区間終点 福岡県道449号口ノ原川島線 重複区間起点 | 鯰田         |                         |
| 福岡県道449号口ノ原川島線 重複区間終点                                        | 鯰田         |                         |
| 国道200号 / 飯塚バイパス                                                      | 鯰田         | [ 注釈 1 ]              |
| 国道201号                                                                     | 有井         | 飯塚市笠松交差点 / 終点 |

### 交差する鉄道
- 筑豊本線

### 沿線
- JR九州筑豊本線 鯰田駅
- 飯塚鯰田郵便局
- 飯塚信用金庫 鯰田支店
- 飯塚市立鯰田小学校
- 三菱鯰田炭鉱跡
- 鯰田工業団地